# 농협유통
농협유통은 농협경제지주의 자회사이다.

## 농협 하나로클럽
농협 하나로클럽은 농협중앙회와 농협유통에서 운영하는 대형마트다.
그외로 지역농협에서 별도로 운영하는 매장이 있다.

### 점포
| 지역명    | 해당 지역 점포명(총 34개)                           |
| 서울(5개) | 관악점 / 서서울점 / 신촌점 / 양재점 / 창동점        |
| 인천(1개) | 인천점                                              |
| 대전(2개) | 대전점, 오룡점                                      |
| 광주(1개) | 광주점                                              |
| 대구(2개) | 달성점 / 성서점                                     |
| 부산(1개) | 부산점                                              |
| 울산(3개) | 옥동점 / 울산점 / 울산원예점                        |
| 강원(1개) | 원주점                                              |
| 경기(6개) | 고양점 / 삼송점 / 성남점 / 수원점 / 안성점 / 파주점 |
| 충북(1개) | 청주점                                              |
| 충남(1개) | 논산계룡점                                          |
| 경북(3개) | 군위점 / 김천점 / 포항점                            |
| 경남(2개) | 거제점 / 김해점                                     |
| 전북(2개) | 전주점 / 효자점                                     |
| 전남(3개) | 나주점 / 남악점 / 목포점                            |

## 농협 하나로마트

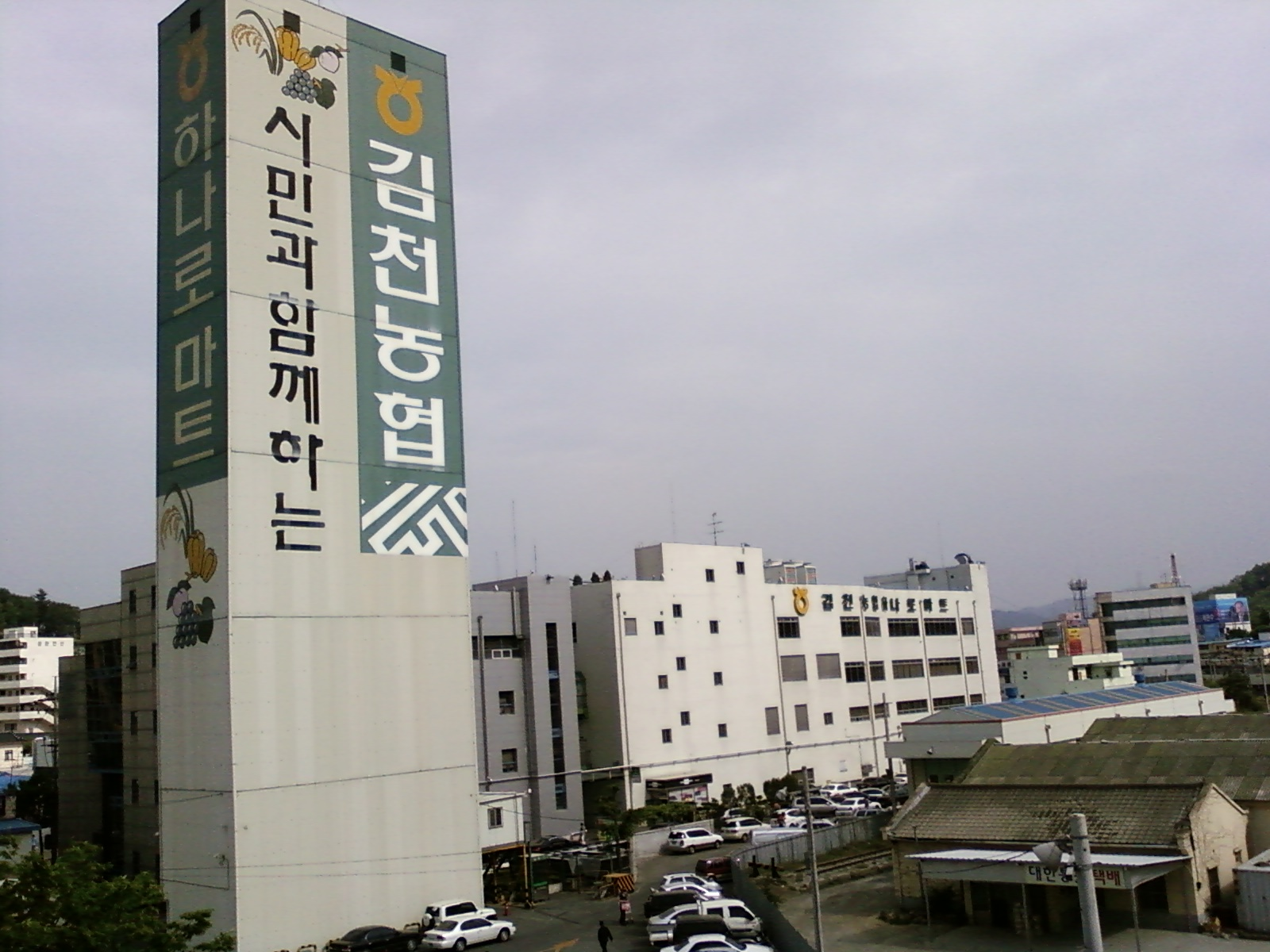
김천 농협 하나로마트

농협 하나로마트는 농협에서 운영하는 할인점이다. 주로 지역농협과 농협의 계열사인 농협유통에 의해 운영된다.

### 역사
- 1971년 1월 31일 : 농협 연쇄점의 첫 시범케이스로 장호원 농협에 농협연쇄점 개최
- 1995년 1월 13일 : 서울 도심에 신용·경제 복합사업 시범점포로 농협 하나로 마트 종로점 개점됨